# مقاطعة فالي (مونتانا)
مقاطعة فالي (بالإنجليزية: Valley County)‏ هي إحدى مقاطعات ولاية مونتانا في الولايات المتحدة الأمريكية.